# Ratramno di Corbie
Ratramno di Corbie (800 circa – 868 circa) è stato un filosofo e teologo francese.
Monaco dell'abbazia benedettina di Corbie, presso Amiens, si rese noto per la controversia sull'eucaristia con il suo scritto De corpore et sanguine Domini liber, nel quale si oppose alla teoria espressa nell'831 dal monaco del suo stesso convento Pascasio Radberto (che anticiperebbe in qualche modo la dottrina della transustanziazione). Quest'ultimo aveva affermato con decisione l'identità dell'essenza del corpo di Cristo e del pane eucaristico, così come l'identità dell'essenza del sangue di Cristo con il vino della cerimonia, una tesi negata dalla maggioranza dei teologi del tempo che consideravano simbolica (ma non per questo meno reale) la presenza di Cristo nell'eucaristia.
Per quanto Ratramno e Radberto fossero d'accordo nel ritenere che Cristo fosse presente nell'eucaristia, Radberto riteneva tale presenza reale e miracolosa, mentre Ratramno la considerava soltanto simbolica, il senso del sacramento eucaristico risiedendo proprio nella capacità del credente di superare il fenomeno esteriore, con uno sforzo di fede utile a giungere al senso profondo del mistero. 
Con il mutare delle opinioni diffuse riguardo all'eucaristia, il libro di Ratramno fu condannato e bruciato nel Concilio di Vercelli del 1050. Durante la Riforma, vi fu tuttavia una riscoperta del suo libro, tradotto e pubblicato nel 1532.
Il testo fu apprezzato particolarmente dall'arcivescovo di Canterbury, Thomas Cranmer, che dichiarò di essere stato convinto da Ratrammo a esprimersi contro la transustanziazione, mentre la Chiesa cattolica confermò il dogma della transustanziazione nel Concilio di Trento, stabilendo che «se qualcuno negherà che nel santissimo sacramento dell'Eucaristia si contenga veramente, realmente e sostanzialmente il corpo e il sangue, insieme con l'anima e la divinità di Nostro Signore Gesù Cristo e perciò tutto Gesù Cristo, ma dirà che in questo sacramento egli vi è soltanto in segno o in figura o in potenza, sia scomunicato», e lo pose nel 1599 nell'Indice dei libri proibiti. 
Coinvolto anche nella discussione sulla nascita verginale di Cristo, Ratramno nel suo De partu sanctae Mariae affermò la necessità che il parto fosse avvenuto secondo le regole naturali: solo così, infatti, esso sarebbe apparso realmente miracoloso, tale dovendo essere il parto del figlio di Dio da un essere umano. 
Il teologo partecipò anche al dibattito sulla predestinazione, nel quale prese le difese del monaco Gotescalco con un De praedestinatione Dei ad regem Carolum Calvum, e scrisse su temi di psicologia, con due trattati, il De anima, sulla localizzazione dell'anima, e il Liber de anima ad Odonem Bellovacensem, sul rapporto tra le anime individuali e l'anima universale; in quest'ultima opera, in particolare, Ratramno dimostra non solo le sue competenze teologico-patristiche, ma anche una padronanza degli strumenti e dei testi classici della dialettica altomedievale, dalle Categoriae decem ai commenti ad Aristotele di Boezio.
Nella controversia sulla questione degli eletti e dei predestinati, scritto su richiesta di Carlo il Calvo, sostenne la dottrina della doppia predestinazione, senza farsi scoraggiare dalla negativa esperienza di Gotescalco, fatto incarcerare dal vescovo Incmaro di Reims per aver sostenuto la medesima tesi. 
Ratramno fu anche noto ai suoi tempi per il Contra Graecorum opposita, in quattro libri (868), un contributo sulla controversia, che divideva le Chiese orientali e occidentali, sorta con la pubblicazione della lettera enciclica del patriarca Fozio di Costantinopoli nell'867. Fu autore anche dell’Epistola de Cynocephalis, dove disquisì se i cinocefali, esseri leggendari con corpo di uomo e testa di cane, potessero essere considerati realmente umani.